# Diogmites salutans
Diogmites salutans là một loài ruồi trong họ Asilidae. Diogmites salutans được Bromley miêu tả năm 1936. Loài này phân bố ở vùng Tân Bắc giới.